# Аноне ди Брианца
Ано̀не ди Бриа̀нца (на италиански: Annone di Brianza, на западноломбардски: Anòn, Анон) е село и община в Северна Италия, провинция Леко, регион Ломбардия. Разположено е на 265 m надморска височина. Населението на общината е 2302 души (към 2014 г.).